# Werstok
Werstok est un village de Pologne, situé dans la gmina de Dubicze Cerkiewne, dans le Powiat de Hajnówka, dans la Voïvodie de Podlachie à l'est de la Pologne.